# Iota Delphini
Iota Delphini (5 Delphini) é uma estrela binária na direção da constelação de Delphinus. Possui uma ascensão reta de 20h 37m 49.10s e uma declinação de +11° 22′ 39.7″. Sua magnitude aparente é igual a 5.42. Considerando sua distância de 177 anos-luz em relação à Terra, sua magnitude absoluta é igual a 1.74. Pertence à classe espectral A2V. É um sistema binário espetroscópico.